# Mise OSN v Kosovu

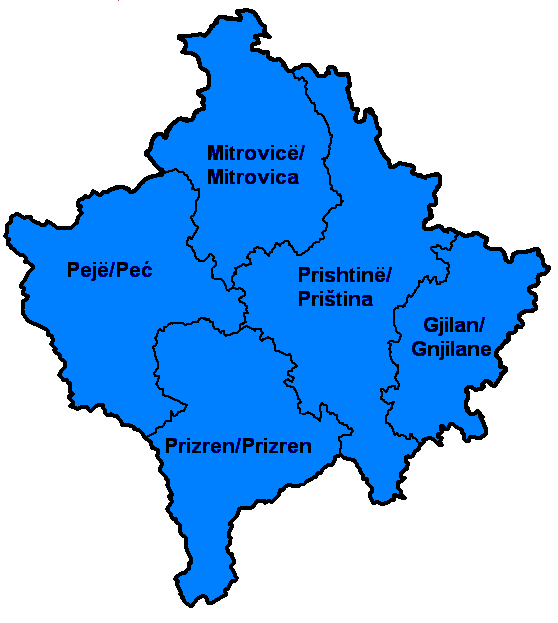
Mapka rozdělení Kosova do základních sektorů

Mise OSN v Kosovu, anglicky: United Nations Mission in Kosovo (UNMIK, mise Spojených národů v Kosovu) je civilní správa Kosova pod patronací OSN. Pod velení mise patří i KFOR, mírové síly OSN na území Kosova.

## Historie
UNMIK vznikla 10. června 1999 rozhodnutím Rady bezpečnosti (rezoluce číslo 1244) jako prostředek civilní správy válkou zničené provincie Kosovo.

## Hlavní úkoly správy
- Zabezpečit a provádět základní civilní správně-administrativní funkce,
- podporovat vznik rozsáhlé autonomie a samosprávy v Kosovu,
- umožnit průběh politických procesů, které v budoucnu umožní definovat politický status Kosova,
- koordinovat humanitární pomoc všech mezinárodních organizací,
- podporovat rekonstrukci klíčové infrastruktury,
- zabezpečit civilní právo a pořádek,
- zabezpečit lidská práva,
- zabezpečit bezpečný a nerušený návrat všem uprchlíkům do jejich domovů v provincii Kosovo.

## Čtyři pilíře
Prosazování úkolů je zabezpečováno pomocí čtyř hlavních pilířů:
- policie a soudnictví pod přímým vedením OSN,
- civilní správy pod přímým vedením OSN,
- demokratizace a budování institucí je vedené OBSE,
- rekonstrukce a ekonomická pomoc je vedená EU.

## Vedoucí mise UNMIK
- Bernard Kouchner (Francie) – červenec 1999 až leden 2001
- Hans Haekkerup (Dánsko) – únor 2001 až prosinec 2001
- Michael Steiner (Německo) – leden 2002 až červenec 2003
- Jarri Holkeri (Finsko) – srpen 2003 až červen 2004
- Søren Jessen-Petersen (Dánsko) – červenec 2004 až září 2006
- Joachim Rücker (Německo) – září 2006 až 2008
- Lamberto Zannier (Itálie) – 2008 až 2011
- Farid Zarif (Afghánistán) – 2011 až 2015
- Zahir Tanin (Afghánistán) – srpen 2015 až 2021
- Caroline Ziadeh (Libanon)	- od listopadu 2021